# Szlak Anny Jagiellonki
Szlak Anny Jagiellonki – niebieski szlak turystyki pieszej, utworzony przez PTTK, długość 35,2 km, przebiega przez tereny miasta Szczecina, gminy Goleniów, gminy Stargard, gminy Kobylanka oraz miasta Stargard w województwie zachodniopomorskim.

## Opis przebiegu
Szlak rozpoczyna się na stacji PKP w dzielnicy Szczecina – Załomiu. Przechodzi przez tereny obok Osiedla Kasztanowego i Fabryki Kabli należącej do spółki Telefonika S.A. Szlak rozpoczyna się w miejscu położonym wśród lasów sosnowych i mieszanych Puszczy Goleniowskiej, na stacji w Załomiu spotyka się z czerwonym Szlakiem Rekowskim.
Na skrzyżowaniu ul. Kablowej z ul. Lubczyńską trasa opuszcza tereny miejskie i skręca w prawo, biegnąc przez wieś Załom, drogą polną, mijając z prawej strony Osiedle Kasztanowe. Następnie przez ok. 2 km biegnie wzdłuż torów kolejowych, mija pomnik z czasów powojennych i wśród sosnowych lasów dociera do wsi Kliniska Wielkie.
Tam przecina drogę krajową nr 3 i 6 i dociera do osady Pucko, w której znajduje się Ośrodek Edukacji Przyrodniczej i Leśnej. Tutaj warto zobaczyć salę wystawową w budynku nadleśnictwa Kliniska oraz ok. 450-letnią lipę "Annę", z którą związana jest legenda o patronce szlaku, Annie Jagiellonce.
Za ośrodkiem szlak biegnie przez jeden z największych niezaludnionych fragmentów Puszczy Goleniowskiej, mija przeciwpożarowe wieże obserwacyjne. Las jest w tym miejscu dosyć monotonny, jest to typowy bór sosnowy. Za lasem szlak dociera do wsi Strumiany, gdzie skręca w prawo wzdłuż drogi asfaltowej oraz wiaduktem nad drogą wojewódzką nr 142 (Szczecin – Chociwel).
Droga asfaltowa doprowadza do miejscowości Sowno, nad Iną, gdzie warto zwiedzić neogotycki kościół z XIX wieku oraz domy o konstrukcji ryglowej pochodzące z tego samego okresu. Z Sowna szlak wychodzi drogą polną na południe, mijając osadę Podlesie, gdzie dawniej znajdował się zameczek myśliwski książąt szczecińskich.
Szlak opuszcza Sowno i biegnie terenami Równiny Pyrzycko-Stargardzkiej, porośniętymi lasami i łąkami. Mija wzgórze Kępa Bukowa (21,7 m n.p.m.) i przez rozproszoną wieś Cisewo w gminie Kobylanka] biegnie dalej na południe i wschód. Za Cisewem odchodzi od niego szlak czarny do Morzyczyna, Szlak Miedwiecki.
Dalej dociera do miejscowości Grzędzice-Majątek, gdzie znajduje się niewielka kaplica oraz do wsi Grzędzice w gminie Stargard. Tutaj najważniejszym zabytkiem jest gotycki kościół z XV wieku z bardzo cennym wyposażeniem (polichromia z XV wieku, krucyfiks, chrzcielnica z okresu średniowiecza).
W Grzędzicach odchodzi od niego czarny szlak dojściowy, Szlak Grzędzicki, który dociera przez kolonię Grzędziczki do stacji PKP Grzędzice Stargardzkie. Sam szlak Anny Jagiellonki idzie dalej, drogą polną na południowy wschód i dociera do Stargardu. Tutaj biegnie ulicami: Podmiejską, marsz. Józefa Piłsudskiego, Marii Konopnickiej i Dworcową. Swój bieg kończy przy dworcu PKP i PKS.